# CBS (미국의 방송사)
CBS(영어: CBS Broadcasting Inc. 시비에스 브로드캐스팅 인코퍼레이티드[*])는 미국의 거대 라디오, 텔레비전 방송사이다. 1927년 라디오 방송, 1939년 TV 방송을 시작하였다. 수많은 자회사들을 통해 출판사와 잡지사, 클래식 악기 제조업체, 영화제작사, 홈비디오 사업, 비디오게임 분야에도 진출해 있다. CBS는 본래의 전체 명칭인 컬럼비아 방송 회사(Columbia Broadcasting System 컬럼비아 브로드캐스팅 시스템[*])의 약자에서 비롯되었다.

## 역사
CBS는 1927년 1월 27일 뉴욕의 탤런트 에이전트였던 아서 저드슨(Arthur Judson)이 시카고에 독립 연합 방송(United Independent Broadcasters)을 기원으로 한다. 이 신생 네트워크 방송국은 어려웠던 자금 사정을 해결하기 위해 1927년 4월 콜롬비아 레코드를 소유한 콜롬비아 포노그래프 회사가 대주주가 되고 콜롬비아 포노그래프 방송 시스템(Columbia Phonographic Broadcasting System)이 되고 같은 해 9월 18일 방송을 시작하였다. 본사는 뉴저지주 뉴어크에 위치하였다.
이후 광고주들에게 방송 광고시간을 충분히 할당하지 못하여서 1928년 펜실베이니아주 필라델피아의 시가 제조업자였던 윌리엄 S. 페일리(William S. Paley)에게 방송사를 50만 달러에 매각되었다. 그리고 방송사명을 콜롬비아 방송 시스템(Columbia Broadcasting System, CBS)로 변경하였다. 페일리는 라디오 광고의 위력을 확신하고 필라델피아 지역 방송 WCAU(현재는 NBC 계열)에 자신의 회사에서 제조한 '라 팔리나(La Palina)' 광고를 싣기 위해 가족들을 설득, 이후 해당 광고가 라디오 방송의 전파를 타면서 매출이 2배로 급증하였다. 이후 뉴욕 브루클린 구에 있던 Atlantic Broadcasting Campany라는 방송국을 41만 달러에 인수하였고 WABC(현 WCBS)를 구축하였고 높은 주파수인 860KHz로 옮겼다.(현재는 880KHz) 이후 KNX(로스앤젤레스), KCBS(샌프란시스코), WBBM(시카고), WCAU(필라델피아), WJSV(워싱턴 D.C), WWNY(세인트루이스), WCCO(미네아폴리스) 등 각 지역국들이 생겨났다.
1928년 파라마운트 픽쳐스가 CBS의 주식을 매입해 투자를 시작함으로써 일부 지국에서 이름을 "파라마운트 라디오"로 바뀌기도 하였으나 1929년 세계 경제 대공황으로 파라마운트 픽쳐스가 파산 직전까지 가게 되자 1932년 투자했던 주식을 CBS에 모두 되팔았다.
1930년 CBS 라디오는 독자적인 뉴스 부문을 세웠으며 제2차 세계 대전 런던 폭격 당시 애드워드 R. 머로 기자에게서 전쟁소식을 미국에 보냄으로써 CBS뉴스의 위상을 높였다.
텔레비전 방송은 1939년 W2XAB 방송국을 통해 뉴욕 주변의 영역에서 시험 방송을 하였고, 1941년 WCBW(현 WCBS)을 설립, 7월 1일 미국연방통신위원회(Federal Communications Commission, 이하 FCC)에서 RCA와 NBC의 뉴욕 지역 방송 WNBT에 면허를 부여, 그리고 WCBW에도 면허를 부여하여 정규 텔레비전 방송을 NBC와 동시 개국하였다.
컬러 텔레비전 방송은 1939년 피터칼 골드마크라는 헝가리 엔지니어가 발명한 '필드 연속 컬러 시스템'을 1940년 9월 3일에 시연하였다. 1941년 CBS-Hytron에서 이 컬러 방송의 허가를 신청하였으나 FCC는 흑백 방송과 호환되지 않는 문제로 이를 기각하였다. 이후 1953년 NTSC방식의 컬러 시험 방송을 실시하고 1966년 전 프로그램을 컬러로 방송하게 되었다.
1938년이후부터 소유해 왔던 콜롬비아 레코드는 1988년에 일본 소니의 미국 자회사인 소니 아메리카에 인수되어 소니 뮤직 엔터테인먼트가 되었다.
2000년에는 바이어컴(Viacom)에 인수되었으며, 2005년 바이어컴은 CBS 텔레비전 네트워크를 중심으로 하는 CBS 코퍼레이션이라는 별도의 회사로 분리하였다.

## 방송 프로그램

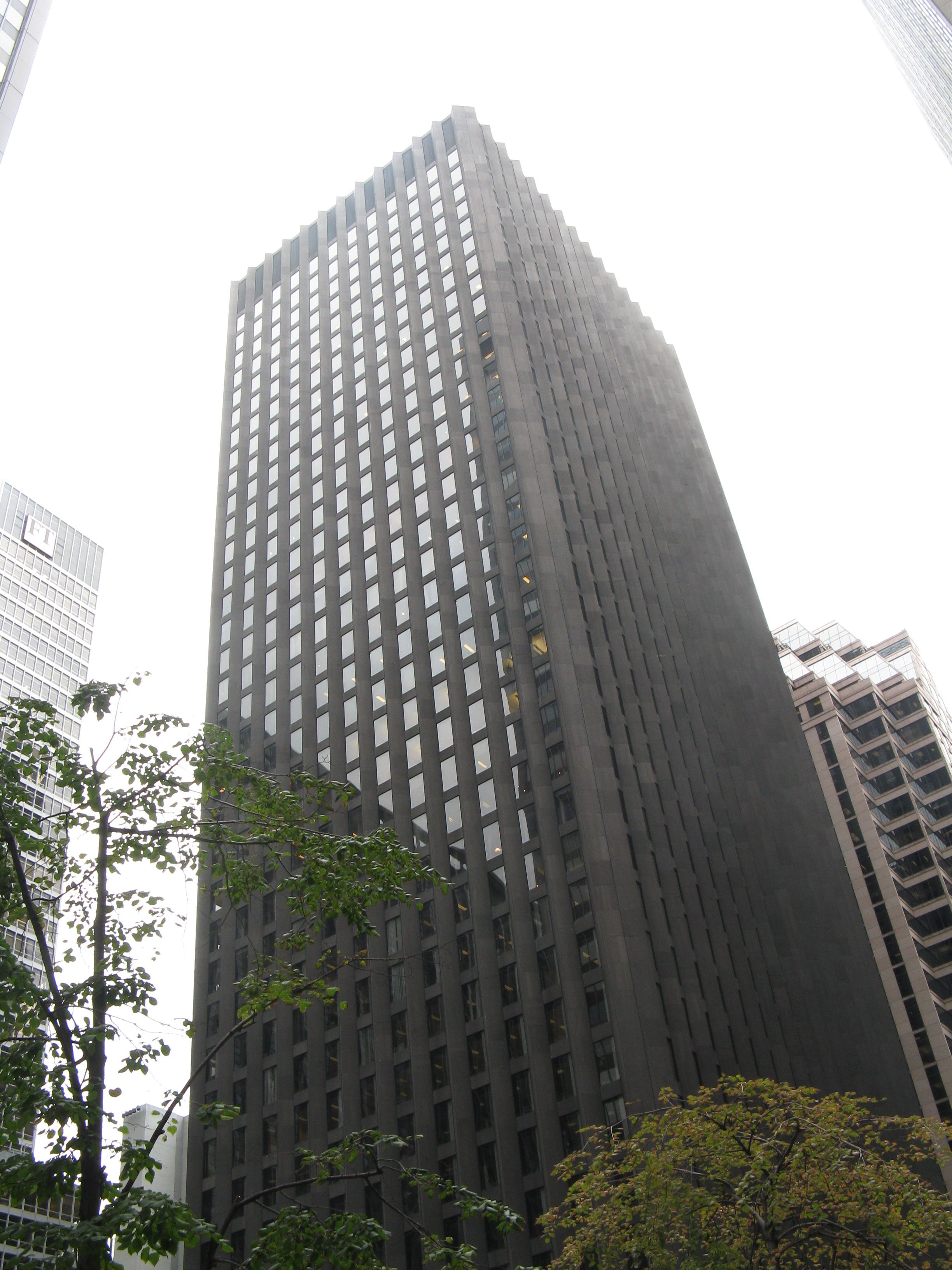
뉴욕 CBS 본사

- 《스타 트렉: 디 오리지널 시리즈》
- 《스타 트렉: 더 넥스트 제너레이션》
- 《스타 트렉: 딥 스페이스 나인》
- 《스타 트렉: 보이저》
- 《스타 트렉: 엔터프라이즈》
- 《스타 트렉: 디스커버리》
- 《CSI 과학수사대》
- 《CSI 마이애미》
- 《CSI 뉴욕》
- 《CSI 사이버》
- 《NCIS》
- 《NCIS: 로스앤젤레스》
- 《NCIS: 뉴올리언스》
- 《NUMB3RS》
- 《크리미널 마인드》
- 《콜드 케이스》
- 《CBS 뉴스》
  - 《CBS 이브닝 뉴스》
  - 《60 minutes》
- 《멘탈리스트》
- 《미디엄 시즌 6~7》
- 《빅뱅이론 (시트콤)》
- 《동양특급 로형사》
- 《도망자》

## 지역 방송사 목록
(주 이름, 도시 및 권역명 가나다순으로 서술)

(채널번호는 디지털TV의 채널번호로 작성)

(직영국은 호출부호란에 굵게 처리)
| 주             | DMA | 도시 및 권역                 | 호출부호 | 물리채널 | 가상채널 |
| -------------- | --- | ---------------------------- | -------- | -------- | -------- |
| 네바다주       | 40  | 라스베이거스                 | KLAS-TV  | 7        | 8.1      |
| 뉴욕주         | 1   | 뉴욕                         | WCBS-TV  | 33       | 2.1      |
| 매사추세츠주   | 7   | 보스턴                       | WBZ-TV   | 30       | 4.1      |
| 메릴랜드주     | 26  | 볼티모어                     | WJZ-TV   | 13       | 13.1     |
| 미네소타주     | 15  | 미니애폴리스-세인트폴        | WCCO-TV  | 32       | 4.1      |
| 미네소타주     | 15  | 알렉산드리아                 | KCCO-TV  | 7        | 7.1      |
| 미네소타주     | 15  | 워커                         | KCCW-TV  | 7        | 12.1     |
| 미시간주       | 11  | 디트로이트                   | WWJ-TV   | 44       | 62.1     |
| 앨라배마주     | 118 | 셀마                         | WAKA     | 42       | 8.1      |
| 일리노이주     | 3   | 시카고                       | WBBM-TV  | 12       | 2.1      |
| 캘리포니아주   | 2   | 로스앤젤레스                 | KCBS-TV  | 43       | 2.1      |
| 캘리포니아주   | 6   | 샌프란시스코-오클랜드-산호세 | KPIX     | 29       | 5.1      |
| 캘리포니아주   | 20  | 스탁튼-새크라멘토-모데스토   | KOVR-TV  | 25       | 13.1     |
| 콜로라도주     | 18  | 덴버                         | KCNC-TV  | 35       | 4.1      |
| 텍사스주       | 5   | 달라스-포트워스              | KTVT     | 11       | 11.1     |
| 텍사스주       | 10  | 휴스턴                       | KHOU-TV  | 11       | 11.1     |
| 펜실베이니아주 | 23  | 피츠버그                     | KDKA-TV  | 25       | 2.1      |
| 펜실베이니아주 | 4   | 필라델피아                   | KYW-TV   | 26       | 3.1      |
| 플로리다주     | 16  | 마이애미-포트로더데일        | WFOR     | 22       | 4.1      |